# Pancho Merluza
Pancho Merluza es un personaje de ficción animado, protagonista de la serie animada "Las Aventuras de Pancho Merluza" y representativo principalmente de la ciudad de Valparaíso y de Chile en general.

## Transmisión televisiva
- Sus aventuras se transmitieron durante marzo del 2007, por el canal UCV Televisión.
- A partir del abril del año 2007, se comenzó a presentar en forma continua en el programa "País Cultural", los días domingo por UCV Televisión.

## Historia
Pancho Merluza nace el año 2003 en el taller de Animación e Ilustración IV de la carrera de Diseño Gráfico de la Facultad de Arte de la Universidad de Playa Ancha en la ciudad de Valparaíso.
Bajo la dirección de Ariel Pereira y Carlos Céspedes, y con la misión específica de crear un personaje representativo de Valparaíso que sea capaz de trascender y posicionarse en la Región se da inicio al proceso de creación colectiva que concluye con el diseño del personaje y algunas aplicaciones animadas.

## Descripción del personaje
El personaje, en estricto rigor es un oficinista que se dedica a recorrer Valparaíso en sus ratos libres. Algunas malas lenguas aseguran que Pancho Merluza disfraza su cesantía vistiendo de impecable camisa y corbata.
Al igual que muchos asalariados chilenos, seguramente percibe un sueldo modesto y, por lo tanto, no le queda más que utilizar su aguda imaginación para poder sobrevivir al tedio, la rutina y la falta de oportunidades (no solo de pan vive el hombre).
Su lucha diaria contra la fastidiosa rutina lo mantiene vivo, atento y predispuesto a vivir plenamente sus delirantes aventuras. 
En cualquier lugar y en cualquier momento, Pancho Merluza puede ser el protagonista de una historia increíble, pues las aventuras de nuestro personaje tienen su origen en las cosas simples de la vida. La ropa tendida en los laberínticos recovecos, las escaleras, las fuentes de agua, el litoral costero y muchas otras cosas, dan pie a un sinnúmero de situaciones que constituyen el punto de partida de Las Aventuras de Pancho Merluza en Valparaíso.

## El proyecto
El proyecto animado contempla la realización de un ciclo de 8 cortos animados de un minuto de duración cada uno.
El protagonista de esta serie es un personaje híbrido llamado Pancho Merluza (Mitad humano y mitad pez) el cual recorre las calles y lugares plenamente identificables con Valparaíso (los ascensores, el puerto, sus cerros, trolleys, etc), realzando el patrimonio cultural de Valparaíso a través de acabadas ilustraciones realizadas por notables artistas de la Región.
Cada capítulo es una aventura de carácter surrealista que se origina a partir de la interacción del protagonista con el lugar patrimonial propuesto como localización. Cada capítulo es una obra independiente que propone un concepto gráfico distinto desde la mirada del arte, rescatando los atributos de la obra de autor.
La serie será realizada mediante la técnica tradicional del dibujo animado cuadro a cuadro con una frecuencia de 15 a 30 cuadros por segundo para lograr una máxima fluidez del movimiento.
La banda sonora es expresamente compuesta para cada capítulo reforzando el sentido de la narración a través de la recreación y captura se los sonidos de los lugares elegidos como locaciones.
El protagonista es Pancho Merluza (El presenta un extraordinario parecido con el pez del mismo nombre *) Se dice que su apego al Puerto (forma muy común para referirse a la ciudad de Valparaíso) y las visitas reiteradas a las caletas han sido las culpables de esta mutación natural.
Las aventuras de Pancho Merluza tienen como escenario a Valparaíso, incorporando aquellos lugares valiosos plenamente identificables. Se resalta el valor patrimonial de la ciudad a través de cuidadas ilustraciones realizadas por notables artistas de la región.
Las aventuras de nuestro personaje tienen como punto de partida una situación cotidiana que evoluciona hacia un desenlace con ribetes surrealistas y delirantes, al amparo de una localización escenográfica que se hace cómplice y refuerza el sentido de identidad con el lugar.